# ألوريت روكنغهامي
الألوريت الروكنغهامي (الاسم العلمي:Aleurites rockinghamensis) هو نوع من النباتات يتبع جنس الألوريت من الفصيلة الفربيونية.